# Motmot de coroneta rogenca
El motmot de coroneta rogenca  (Baryphthengus ruficapillus) és una espècie d'ocell de la família dels momòtids (Momotidae). Habita la selva humida i altres formacions boscoses de l'est del Paraguai, nord-est de l'Argentina i est del Brasil.